# ساتوشی کوسایاناگی
ساتوشی کوسایاناگی (ژاپنی: 草柳 聡؛ زادهٔ ۳ آوریل ۱۹۷۷) یک بازیکن فوتبال اهل ژاپن است.
از باشگاه‌هایی که در آن بازی کرده‌است می‌توان به باشگاه فوتبال یوکوهاما مارینوس اشاره کرد.